# Violetta Porowska
Violetta Teresa Porowska (ur. 6 sierpnia 1968 w Opolu) – polska urzędniczka państwowa, menedżer służby zdrowia, działaczka społeczna i samorządowiec, w latach 2016–2019 wicewojewoda opolski, posłanka na Sejm IX kadencji.

## Życiorys
Skończyła szkołę pielęgniarską. Absolwentka studiów z zakresu administracji rządowej i samorządowej na Wydziale Nauk Społecznych Uniwersytetu Opolskiego (2004). Ukończyła także europejskie studia podyplomowe w dziedzinie administracji. Odbywała zagraniczne praktyki i staże, m.in. we Francji, Austrii i Holandii. Pracowała początkowo jako dziennikarka radiowa oraz właścicielka firmy medycznej i doradczej. Później zawodowo związana z sektorem ochrony zdrowia jako dyrektor różnych placówek, m.in. od 2009 Samodzielnego Publicznego Zakładu Opieki Zdrowotnej „Centrum” w Opolu i od 2015 Centrum Zdrowia Publicznego w Opolu. Jest także założycielką szpitala neurochirurgicznego Vital Medic w Kluczborku.
W 2000 została pełnomocnikiem wojewody opolskiego do spraw integracji europejskiej, problemów społecznych i równouprawnienia. Na stanowisku przetrwała kilka zmian wojewodów do nadejścia rządów PO. Działała początkowo w Unii Wolności, w 2002 wstąpiła do Prawa i Sprawiedliwości. W latach 2006–2014 zasiadała w Radzie Miasta Opola V i VI kadencji. W V kadencji była przewodniczącą Komisji Społecznej i Zdrowia, a w drugiej wiceprzewodniczącą Rady Miasta Opola. W 2014 wybrana do Sejmiku Województwa Opolskiego V kadencji. Weszła w skład Rady Politycznej Prawa i Sprawiedliwości. Przewodniczyła klubom radnych tej partii w Sejmiku Województwa Opolskiego i Radzie Miasta Opola. W wyborach samorządowych w 2010 i 2018 była kandydatką PiS na prezydenta Opola. W 2019 została przewodniczącą struktur partii w województwie opolskim.
Zaangażowana w działalność społeczną. Jest członkiem kilku organizacji społecznych działających na rzecz kobiet oraz osób potrzebujących. W 2004 założyła Bank Żywności w Opolu (później została honorowym prezesem tej instytucji). Należała też do inicjatorek powstania Lady’s Lions Club w Opolu. Zajęła się propagowaniem szczepień przeciwko wirusowi HPV i pneumokokom. Jako radna była wśród inicjatorów wprowadzenia w Opolu karty dużej rodziny.
11 stycznia 2016 powołana na stanowisko wicewojewody opolskiego. Pełniąc tę funkcję, była inicjatorką powołania przy wojewodzie opolskim Rady do spraw Rodziny, której została przewodniczącą. Zaangażowała się w utworzenie kierunku lekarskiego na Uniwersytecie Opolskim, a także w promocję dziedzictwa kulturowego i Europejskich Dni Dziedzictwa, za co otrzymała w 2016 wyróżnienie przyznane przez Narodowy Instytut Dziedzictwa. Również w 2016 zwyciężyła w plebiscycie „Nowej Trybuny Opolskiej”, otrzymując tytuł „Kobiety Sukcesu”. W 2017 zainicjowała powstanie wystawy pt. „Niezwykle kobiety Śląska Opolskiego” zaprezentowanej 28 listopada tegoż roku w 99. rocznicę uzyskania przez kobiety w Polsce praw wyborczych. W 2018 zainicjowała powstanie wystawy „Poland. A Country of remarkable women”, prezentowanej m.in. w Muzeum Polskim w Chicago.
W wyborach parlamentarnych w 2019 kandydowała do Sejmu z pierwszego miejsca na liście Prawa i Sprawiedliwości w okręgu opolskim. Uzyskała mandat posłanki IX kadencji, otrzymując 38 583 głosy. W Sejmie weszła m.in. w skład Komisji Kultury i Środków Przekazu, Komisji Zdrowia oraz Komisji Polityki Senioralnej. W wyborach w 2023 nie uzyskała poselskiej reelekcji.

## Życie prywatne
Violetta Porowska jest mężatką, ma syna.